# Antoni Bura
Antoni Bura, född 22 december 1898 i Karviná, död 13 december 1980, var en polsk bobåkare. Han deltog vid olympiska vinterspelen 1928 i Sankt Moritz och placerade sig på 17:e plats.